# 정휘욱
정휘욱(1989년 12월 18일 ~ )은 대한민국의 배우 겸 가수이다.

## 학력
- 백석대학교 기독교실용음악 학사

## 경력
- 2008년 파티캣츠 멤버

## 출연

### 방송

#### 드라마
- 2012년 채널 A 월화 미니시리즈 《굿바이 마눌》
- 2021년 KBS2 저녁 일일연속극 《미스 몬테크리스토》 ... 김강호 역
- 2022년 KBS1 저녁 일일연속극 《으라차차 내 인생》 ... 성욱의 친구 역
- 2023년 KBS2 저녁 일일연속극 《비밀의 여자》 ... 창수 역
- 2023년 ~ 2024년 KBS2 저녁 일일연속극 《우아한 제국》 ... 지호석 실장 역

### 영화
- 2013년 《연애의 온도》 - 고깃집 종업원 역
- 2017년 《모범생》 - 정 변호사 역
- 2018년 《종이비행기》 (음악 진행)
- 2018년 《협상》 - 공군 상황실 요원 6 역
- 2018년 《마약왕》 - 펜트하우스 VIP 손님 역

### 연극
- 2015년 《쉬어 매드니스》
- 2016년 《뷰티풀라이프》 ... 김춘식 역
- 2020년 《뷰티풀라이프》 (대전공연) ... 김춘식 역
- 2021년 《골든타임》 ... 이정환 역
- 2021년 《인계점》 (인천공연) ... 권시준 역
- 2022년 ~ 2023년 《진짜 나쁜 소녀》 ... 이무길 역

### 뮤지컬
- 2017년 《사랑은 비를 타고》
- 2020년 《6시 퇴근》
- 2020년 《은밀하게 위대하게》
- 2022년 《싯타르타》
- 2022년 《말리의 어제보다 특별한 오늘》 ... 아빠 역

## 음반

### 싱글
- 2013년 휘욱 - 《White Christmas》
  - 〈White Christmas〉
- 2014년 클락 (KLARK) - 《Fire & Higher》
  - 〈Fire & Higher〉
- 2015년 클락 (KLARK) - 《Klark》
  - 〈Klark〉
- 2016년 클락 (KLARK) - 《괜찮아》
  - 〈괜찮아〉
  - 〈Dominus〉

### 참여
- 2012년 채널A 《굿바이 마눌 OST》
  - 〈Shine〉

## 수상
- 2008년 MBC 대학가요제 대상 (파티캣츠)